# Machaerium densicomum
Machaerium densicomum är en ärtväxtart som beskrevs av George Bentham. Machaerium densicomum ingår i släktet Machaerium och familjen ärtväxter. Inga underarter finns listade i Catalogue of Life.